# Лучка Кайфеж Боґатай
Лучка Кайфеж Боґатай (28 червня 1957, Єсениці — словенський кліматолог.

## Біографія
Лучка Кайфеж Боґатай народилась 28 червня 1957, в Єсениці. У 1980 році вона закінчила факультет природничих наук і технологій в Любляні і отримала ступінь доктора наук. Лучка Кайфеж Боґатай — професор біотехнічного факультету, кафедра агрометеорології та член Міжурядової групи з питань зміни клімату (МГЕЗК) у Женеві.
У Словенії він вважається одним із піонерів досліджень впливу зміни клімату, особливо його впливу на сільське господарство.

## Відзнаки
- 1988 р. — Лучка Кайфеж Боґатай та співавтор отримали премію Фонду Бориса Кідріка за оригінальний внесок у динамічне моделювання органічної речовини виробництва залежно від середовища.
- 2008 році президент Словенії Данило Тюрк нагородив її орденом «За заслуги» за наукову роботу в галузі вивчення змін клімату та за відданість захисту навколишнього середовища.